# Немає ворога окрім часу
«Немає ворога окрім часу» (англ. No Enemy But Time) — науково-фантастичний роман Майкла Бішопа, написаний 1982 року. Переможець премії «Неб'юла» в номінації «найкращий роман» 1982 року, також був номінований на Меморіальну премію імені Джона Кемпбелла 1983 року. Роман потрапив до книги Девіда Прінгла «Наукова фантастика: 100 найкращих романів».

## Сюжет
Роман розповідає історію сучасного афроамериканця, який завдяки силі власної думки зумів перенести себе до пралюдської Африки, де він зустрічає (і, зрештою, проживатиме разом) з доісторичними предками людства.
Від Джона Монегала у віці менш ніж 1 року відмовилася матір, його усиновили офіцер ПС США, Уго Монегал та його дружина Джанетт. З самого початку свого життя, Джон мріє про прадавній світ і стає експертом плейстоценової епохи, епохи Homo habilis в Африці. До 18 років Джон спілкується з палеонтологом Алістером Патріком Блером, який виконує обов'язки прем'єр-міністра у вигаданій країні Заракал (згідно з інформацією, яка вказана у передмові до роману, ця вигадана країна розташовувалася приблизно на території сучасної Кенії), а також тісно співпрацює з американським фізиком Водров Капровим, який винайшов машину часу, за допомогою якої Джон вирушає в епоху, про яку він так довго мріяв. Буквально напередодні свого відправлення в минуле, Джон дізнається, що мати хоче опублікувати книгу звукозаписів про його мрію, й, злий та обдурений, він залишає її будинок й змінює своє ім'я на Джошуа Кампа.
Майже загубившись в далекому минулому світу, який є межею між нелюдським і людським життям, Джон / Джошуа відчуває, що він досяг реальності, якій завжди належав, і приймається групою людей, які живуть в африканській савані. Він дає імена всім своїм новим друзям і навчається їсти та жити як вони. Джошуа починає думати, що він ніколи не повернеться до ХХ століття. Згодом він закохується в доісторичну жінку Гелен, яка завагітніє і помирає після народження їх доньки. Щоб врятувати свою дитину та дозволити їй вижити в кращому світі, Джошуа повертається до місцерозташування машини часу, де його таємниче рятують два африканських астронавти, очевидно, з майбутнього. Повернувшись до свого реального життя, Джошуа вважає, що він втратив свою доньку й дізнається, що у сучасному світі минув усього лише місяць з того часу, коли він пішов; саме тому він бореться за піклування про свою доньку. Через роки, Джошуа дізнається, що його дочка має таку ж здібність, як і в нього, але вона може подорожувати в майбутнє.
Через декілька років Джошуа стає міністром уряду Заракалі, а його 15-річна дочка втікає з угандійським агентом Діком Аруджа, який переконав її приєднатися до програми мандрівки у майбутнє.